# Wimmeria lanceolata
Wimmeria lanceolata är en benvedsväxtart som beskrevs av Rose. Wimmeria lanceolata ingår i släktet Wimmeria och familjen Celastraceae. Inga underarter finns listade.